# Lewisville (Arkansas)
Pour les articles homonymes, voir Lewisville.
La ville de Lewisville est le siège du comté de Lafayette, dans l’État de l’Arkansas, aux États-Unis. Sa population s’élevait à 1 285 habitants lors du recensement de 2010.

## Démographie
| 1880 | 1890 | 1900 | 1910 | 1920  | 1930  | 1940  | 1950  |
| ---- | ---- | ---- | ---- | ----- | ----- | ----- | ----- |
| 301  | 500  | 548  | 975  | 1 067 | 1 061 | 1 314 | 1 237 |

| 1960  | 1970  | 1980  | 1990  | 2000  | 2010  | - | - |
| ----- | ----- | ----- | ----- | ----- | ----- | - | - |
| 1 373 | 1 653 | 1 476 | 1 424 | 1 285 | 1 280 | - | - |

## Source
- (en) Cet article est partiellement ou en totalité issu de l’article de Wikipédia en anglais intitulé « Lewisville, Arkansas » (voir la liste des auteurs).